# Tweede Kamerverkiezingen in het kiesdistrict Enschede (1848-1850)
Tweede Kamerverkiezingen in het kiesdistrict Enschede (1848-1850) geeft een overzicht van verkiezingen voor de Nederlandse Tweede Kamer in het kiesdistrict Enschede in de periode 1848-1850.
Het kiesdistrict Enschede werd ingesteld na de grondwetsherziening van 1848.  Tot het kiesdistrict behoorden de volgende gemeenten: Ambt Delden, Diepenheim, Enschede, Goor, Haaksbergen, Hengelo, Lonneker, Losser, Markelo, Oldenzaal, Stad Delden en Weerselo.
Het kiesdistrict Enschede verkoos één lid van de Tweede Kamer.
Legenda
- vet: gekozen als lid van de Tweede Kamer.

## 30 november 1848
De verkiezingen werden gehouden na ontbinding van de Tweede Kamer, na inwerkingtreding van de herziene grondwet.
|                              | 30 november |
| ---------------------------- | ----------- |
| Kiesgerechtigden             | 532         |
| Opkomst                      | 486         |
| Geldige stemmen              | 485         |
| Blanco stemmen               | 1           |
| Kandidaten                   |             |
| C.M. Storm van 's Gravesande | 261         |
| H. van Sonsbeeck             | 215         |

## 16 december 1848
Carel Storm van 's Gravesande was bij de verkiezingen van 30 november 1848 gekozen in twee kiesdistricten, Deventer en Enschede. Hij opteerde voor Deventer, als gevolg waarvan in Enschede een naverkiezing gehouden werd.  
|                   | 16 december |
| ----------------- | ----------- |
| Kiesgerechtigden  | 532         |
| Opkomst           | 488         |
| Geldige stemmen   | 488         |
| Blanco stemmen    | 0           |
| Kandidaten        |             |
| M.J. de Man       | 257         |
| H. van Sonsbeeck  | 186         |
| B.W. Blijdenstein | 36          |

## Opheffing
In 1850 werd het kiesdistrict Enschede opgeheven. De gemeenten Ambt Delden, Enschede, Goor, Haaksbergen, Hengelo, Lonneker, Losser, Oldenzaal, Stad Delden en Weerselo werden toegevoegd aan het kiesdistrict Almelo, de gemeente Markelo aan het kiesdistrict Deventer en de gemeente Diepenheim aan het kiesdistrict Zutphen.  